# Sonoma County
Sonoma County er et amt beliggende i den nordvestlige del af den amerikanske delstat Californien, ud til Stillehavet. Hovedbyen i amtet er Santa Rosa. I år 2010 havde amtet 483.878 indbyggere.
Amtet er placeret i det sydvestlige del af Wine County, og er også områdets største producent af vin. De andre er Lake, Napa og Mendocino County

## Geografi
Ifølge United States Census Bureau er Sonomas totale areal på 4.579,7 km², hvoraf de 498,2 km² er vand. 

### Grænsende amter
- Mendocino County - nord
- Lake County - nordøst
- Napa County - øst
- Solano County - sydøst
- Marin County - syd
- Contra Costa County - sydøst